# 1955年6月5日月食
1955年6月5日月食为一次在协调世界时1955年6月5日出現的半影月食。該次月食半影食分為0.648、全影食分為-0.445。

## 概述
這次月食的食分是16.85。

## 基本參數
- 類型：半影月食
- 食甚資料：
  - 日期：1955年6月5日
  - 時間：14:23
  - 月球位置：赤經16.85度、赤緯-23.6度
  - 食分：半影食分：0.648、全影食分：-0.445

## 外部連結
- NASA月食專頁（页面存档备份，存于）（英文）